# Dorking (pollo)
La Dorking è un'antica razza pesante di pollo originaria dell'Inghilterra, anche se molte fonti storiche parlano di un'antichissima origine italiana: secondo alcuni studiosi infatti la razza sarebbe stata introdotta in Gran Bretagna durante l'Impero Romano. Si tratta di un pollo di mole grossa e pesante, dal corpo allungato e dalle zampe forti e corte, che accentuano la larghezza dell'animale. Presenta diverse varietà di colore e la cresta semplice. La dote più particolare è la presenza di cinque dita invece di quattro, caratteristica tipica di pochissime razze di pollo. La Dorking è molto rara in tutto il mondo, anche nel paese d'origine, e viene allevata esclusivamente a scopo ornamentale e di conservazione.

## Origini storiche
Essendo una razza molto antica, le sue origini sono oscure e molte ipotesi sono state fatte. Varrone nel Rerum rusticarum, Columella nel De re rustica e Plinio il Vecchio nel Naturalis historia hanno parlato di grossi polli pentadattili presenti in Italia durante l'Impero Romano. I polli citati da questi tre autori presentavano orecchioni bianchi, a differenza dell'attuale Dorking che li ha rossi, e un piumaggio colorato di rosso e nero, come nella colorazione Selvatica presente nella razza. Tramite questi scritti, molti studiosi hanno ipotizzato che la razza fosse stata introdotta nelle isole britanniche da Giulio Cesare. Altri autori negano questa ipotesi prendendo come esempio il Commentarius dello stesso Cesare, il quale ha scritto nel suo lavoro che gli allora abitanti delle isole britanniche possedevano molto bestiame tra cui anche polli allevati solo per divertimento e compagnia, in quanto la religione druidica proibiva l'alimentazione a base di carne. L'autore francese La Perre De Roo nel Monographie des Races de Poules del 1882 ha proposto l'ipotesi di una provenienza normanna, basandosi sulla diffusione dei polli pentadattili in questa regione della Francia del Nord molto vicina alla Gran Bretagna e sul libro di John Baley, il quale scrisse che la razza era stata introdotta nella contea del Surrey tra la fine del diciottesimo e l'inizio del XIX secolo. Di certo si sa che la razza prende il nome dalla cittadina di Dorking, situata nella contea del Surrey, famosa ancora oggi per il suo mercato agricolo. Nel diciannovesimo secolo erano già presenti in Inghilterra polli pentadattili, divisi in varie razze che prendevano nome dalla contea o città in cui erano stati selezionati: Kent, Sussex, Surrey e Dorking. Con l'intensa selezione e la comparsa di nuove colorazioni, molti polli nacquero con quattro dita, e l'arrivo in patria delle razze giganti asiatiche contribuì a cambiare notevolmente la morfologia e la struttura dei polli locali. Gli allevatori del Dorking Club decisero quindi di fissare uno Standard con l'intento di salvaguardare la razza originale.  I galli Dorking sono presenti in molti stemmi della città, ed è stata costruita una statua alta oltre quattro metri di un Gallo Dorking, situata in una rotatoria nel quartiere di Deepdene della città.

## Standard
La Dorking è un pollo dall'aspetto massiccio e imponente, e dal portamento basso e orizzontale. La larghezza e la lunghezza del corpo sono accentuate dal portamento stesso e dalla cortezza delle zampe.
- Testa:grande e ben proporzionata.
- Cresta: Semplice, grande, dritta nel gallo e leggermente inclinata nella gallina. La cresta a rosa è di medie dimensioni, e termina in un aculeo conico.
- Occhi:grandi e di colore arancio-rosso.
- Orecchioni: piccoli e rossi. In passato potevano essere anche bianchi, poi il Club inglese ha optato definitivamente per il colore rosso.
- Bargigli:rossi e grandi.
- Becco:color carne, forte e leggermente ricurvo.
- Collo:forte e corto, dotato di piumaggio abbondante.
- Spalle:larghe.
- Petto:largo, pieno e profondo.
- Dorso:lungo, largo e leggermente inclinato.
- Ali:lunghe e aderenti.
- Ventre:largo.
- Coda:larga e con piumaggio folto, portata alta. Le grandi e piccoli falciformi nel gallo sono abbondanti e ben ricurve.
- Zampe:corte, forti e nude, provviste di cinque dita ben formate e separate.
- Peso: gallo kg 3,500-4,500 gallina kg 2,500-3,500 (standard italiano).
- Peso uovo: minimo 55 gr.
- Anello: gallo 22 mm gallina 20 mm.

### Difetti gravi
Assenza del quinto dito. Cresta piegata nel gallo. Taglia ridotta, peso inferiore a quello richiesto e portamento troppo slanciato. Orecchioni bianchi. Coda a scoiattolo. Alterazioni eccessive nel colore del piumaggio.

## Colorazioni
Sono presenti sei colorazioni diverse: Bianca, Collo Argento, Collo Oro, Selvatica, Selvatica Argento, Sparviero. L'Inghilterra riconosce la cresta a rosa per le colorazioni Argento Selvatica, Sparviero e Bianca e la cresta semplice per le altre. La Germania invece riconosce entrambi i tipi di cresta in tutte le colorazioni.